# Резолюция 38 на Съвета за сигурност на ООН
Резолюция 38 на Съвета за сигурност на ООН е приета с мнозинство на 17 януари 1948 г. по повод индо-пакистанския спор за областта Кашмир. Резолюцията признава, че въпросът за създалото се напрежение в индо-пакистанските отношения около Кашмир не търпи отлагане и призовава правителствата на Пакистан и Индия да предприемат мерки, които са във властта им, за да предотвратят влошаването на ситуацията, както и да се въздържат от всякакви изявления, действия, намерения за извършване на действия или подкрепа за такива действия, които биха могли да доведат до ескалиране на напрежението и влошаване на ситуацията. Резолюция 38 изисква от правителствата на двете страни да уведомят незабавно Съвета за сигурност за всяка съществена промяна в положението, която настъпи или която според техните виждания би могла да настъпи, докато въпросът се намира под специалното наблюдение на Съвета, както и незабавно да се консултират със Съвета за сигурност по този въпрос.
Резолюция 38 е приета с мнозинство от 9 гласа срещу двама въздържали се – СССР и Украинската ССР.